# Hexatoma (Eriocera) chalybeiventris
Hexatoma (Eriocera) chalybeiventris is een tweevleugelige uit de familie steltmuggen (Limoniidae). De soort komt voor in het Neotropisch gebied.